# Chaetodon xanthurus
El pez mariposa chevron de Filipinas (Chaetodon xanthurus) es una especie agregada al género Chaetodon. 
Su cuerpo se cubre de anchas escamas blancas, teniendo la cabeza un poco más brillante y adornada con una franja oscura en mitad de los ojos. Su lomo es de color normalmente amarillo claro mientras su parte trasera (incluyendo la cola) son un poco más oscuros, como anaranjado o rojizo.
- Datos: Q2680189
- Multimedia: Chaetodon xanthurus / Q2680189